# パリ・モスクワ・北京 〜夢追人たちのメロディ〜
『パリ・モスクワ・北京 〜夢追人たちのメロディ〜』（パリ・モスクワ・ペキン 〜ゆめおいびとたちのメロディ〜、英語: PARIS MOSCOW BEIJIN）は、林哲司の作曲によるNHK『パリ-モスクワ-北京マラソンレイド』のサウンドトラック。1992年7月22日にSony Recordsから発売された。

## 背景
今作は、1992年に開催されたモータースポーツで、NHKにて放送された『パリ-モスクワ-北京マラソンレイド』のサウンドトラックとしてリリースされた。
先行シングルとして、同番組のテーマ曲である「彼方へ…/GUILTY」が1991年9月1日にEpic/Sony Recordsからリリースされ、1992年7月22日にKi/oon Sony RecordsのLIFE/SIZEレーベルから、カップリング曲を「PARIS MOSCOW BEIJING 〜Main Theme〜」に差し替えて再リリースされた。テーマ曲の歌唱は、いずれもBARBEE BOYSの杏子が担当した。

## 批評
| 専門評論家によるレビュー | 専門評論家によるレビュー |
| レビュー・スコア         | レビュー・スコア         |
| 出典                     | 評価                     |
| ------------------------ | ------------------------ |
| CDジャーナル             | 肯定的                   |

CDジャーナルは、「さまざまな男の夢を賭けたこのレースをテーマに、林哲司の豊かなイマジンのメロディは、全地球的な拡がりを持ち素晴らしい」と肯定的に評価している。

## 収録曲
| 全作曲: 林哲司。 |                                         |           |            |                                                                 |      |
| #                | タイトル                                | 作詞      | 作曲・編曲 | 編曲                                                            | 時間 |
| 1.               | 「PARIS MOSCOW BEIJING 〜Main Theme〜」 |           | 林哲司     | 林哲司                                                          | 5:54 |
| 2.               | 「Breathing」                           |           | 林哲司     | 林哲司                                                          | 4:20 |
| 3.               | 「黄砂を越えて」                        |           | 林哲司     | - 林哲司 - Additional synthesizer arrangement: 中村圭三         | 5:44 |
| 4.               | 「彼方へ…」(Vocal: 杏子)                | 北野みう  | 林哲司     | 林哲司                                                          | 5:18 |
| 5.               | 「ウイグルの瞳」                        |           | 林哲司     | - 林哲司 - Additional synthesizer arrangement: 中村圭三         | 3:47 |
| 6.               | 「天山山脈」                            |           | 林哲司     | 林哲司                                                          | 3:42 |
| 7.               | 「Moon Angel」                          |           | 林哲司     | - 林哲司 - Additional synthesizer arrangement: 田代隆廣 (M.S.T) | 5:11 |
| 8.               | 「MIYAKO 〜蜃気楼の街〜」               |           | 林哲司     | 林哲司                                                          | 4:37 |
| 9.               | 「落日」                                |           | 林哲司     | - 林哲司 - Additional synthesizer arrangement: 中村圭三         | 2:30 |
| 10.              | 「疾風」                                |           | 林哲司     | 林哲司                                                          | 5:02 |
| 11.              | 「PARIS MOSCOW BEIJING 〜Epilogue〜」   |           | 林哲司     | 和田薫                                                          | 4:52 |
| 合計時間:        | 合計時間:                               | 合計時間: | 合計時間:  | 50:57                                                           |      |

## 参加ミュージシャン
- Keyboards & A.Guitar : 林哲司

### Thanks to Musicians
- Featuring Vocal : 杏子
- Keyboards & A.Piano : 富樫春生
- Keyboards : 松浦義和, 恩田直幸
- E.Guitar : 今剛
- E.Bass : 富倉安生
- Drums : 江口信夫
- Percussion : 斉藤ノブ
- Kokyu : 篠崎正嗣
- Trumpet : 岸義和
- S.Sax : Jake H. Conception
- D.J. : “Cp･M”Marvin
- Synthesizer Operation : 松武秀樹, 梅原篤, 浦田恵司, Tadashi Osaka (Samurai Music Corp.)
- Computer Programming : 藤田直生, Tadashi Osaka (Samurai Music Corp.)
- Orchestra : PMB Marathon Raid Symphony Orchestra